# Sugarloaf
A Sugarloaf magyar pop/rock együttes.

## Az együttes
A zenekar 1995 májusában alakult, a kezdetben 5 fiúból álló rockzenekar első, kétszámos demója rákerült az Underground Rock válogatásra, mely nemcsak Magyarországon jelent meg, hanem más európai országokban is. Nem egészen három év múlva klipjeit már több külföldi zenecsatorna játszotta, és 2000 márciusában megjelent Manga című nagylemezét a cannes-i MIDEM fesztiválon mutatta be nagy sikerrel.
2002 szeptemberében az énekes Somlyai Péter Pepe családi okok miatt elhagyta a csapatot, akit Kövér Erika (Era) váltott.
2003-as, Nő a baj! című albumuk dalai – Hunny Bunny, Vadvirág, Bárcsak lennék férfi – hónapokig uralták a listákat. Ezekben az években nem mellesleg többszörös VIVA Comet- és Arany Zsiráf-jelöltek lettek, budapesti koncertjéhez az angol Placebo őket választotta vendégzenekarának, s mindeközben a TV2 könnyűzenei sztárvetélkedőjébe, a Dalnokok ligája döntőjébe is  bejutottak a Nox, a Hooligans és Szikora Róbert társaságában. 2005 decemberében Era a siker ellenére távozott a csapatból. Őt a Megasztár 1. szériájából ismert Dér Heni váltotta.
A 2006-os NEON-on hatalmas szakmai sikereket ér el, köszönhetően az olyan nótáknak, mint a Hajnalig még van idő, a Fogd a két kezem, a Szingli lány és a Barbie. Ezen az albumon már az első Megasztár-vetélkedő döntőjében szerepelt Dér Heni énekel.
2008-ban jelent meg a zenekar első koncert DVD-je Stereo címmel, ami több elismerést is kap színvonalas megjelenése miatt.
2011-ben jelent meg az Instant Karma lemez.
2013-ban Dér Heni kilépett az együttesből. Ezt követően előbb Gubik Petra, majd a Megasztár 4. szériájából ismert Nkuya Sonia volt a Sugarloaf énekesnője, akit 2017 áprilisában Muri Enikő váltott.
2019-ben jelent meg nagylemezük Sputnik címmel.
2022-ben jelent meg Solatido című daluk Lotfi Begi közreműködésével.
2023 szeptemberében a Várkert Bazárban teltházas szimfonikus koncertet adtak a 70 tagú Budapesti Filharmóniai Társaság Zenekarával. Az előadásnak hatalmas sikere volt, ezért a szimfonikus hangszerelésű koncerttel turnéra indultak.
A Duna Televízió A Dal 2024 című műsorában Nászinduló című daluk bekerült a top 10-be.
2025-ben megjelent Lazarus című nagylemezük.

## Tagok
- Muri Enikő (ének, 2017–)
- Tóth Szabolcs (gitár, 1995–)
- Miklós Milán (basszusgitár, 2022–)
- Tuboly Roland (dob, 2022–)
- Váradi István (harsona, 2000–)
- Görögh Dániel (trombita)

### Korábbi tagok
- Somlyai Péter "Pepe" (ének, 1995–2002)
- Kövér Erika "Era" (ének, 2002–2005)
- Egyházi Gábor (basszusgitár, 1995–2007)
- Sümeghi Tamás (Toma) (dob, 1995–2007)
- Győri Balázs (basszusgitár, 2007–2014)
- Dér Heni (ének, 2005–2013)
- Gubik Petra (ének, 2013–2014)
- Nkuya Sonia (ének, 2014–2017)

## Diszkográfia

### Albumok
| Album                                                              | Legmagasabb helyezés                   | Minősítés |
| Album                                                              | MAHASZ Top 40 album- és válogatáslemez | Minősítés |
| ------------------------------------------------------------------ | -------------------------------------- | --------- |
| Manga - 1. stúdióalbum - Megjelenés: 2000. március                 | 21                                     |           |
| Re-Manga - 1. stúdióalbum újrakiadása - Megjelenés: 2000. december |                                        |           |
| Nő a baj - 2. stúdióalbum - Megjelenés: 2003. november 24.         | 17                                     |           |
| Neon - 3. stúdióalbum - Megjelenés: 2006. augusztus 21.            | 3                                      |           |
| Stereo - Koncertalbum / DVD - Megjelenés: 2008. november 10.       |                                        |           |
| Instant Karma - 4. stúdióalbum - Megjelenés: 2011. március 28.     |                                        |           |
| Sputnik - 5. stúdióalbum - Megjelenés: 2019. május 16.             | 4                                      |           |
| Lazarus - 6. stúdióalbum - Megjelenés: 2025. április 7.            |                                        |           |

### Videóklipek
- Movie
- Main street
- Ragga II. (naked)
- Ragga II.
- Ragga II. (remix)
- Fever
- Girlfriend
- Hunny Bunny
- Vadvirág
- Bárcsak lennék férfi
- Túl élni téged
- Nikita
- Hajnalig még van idő
- Fogd a két kezem
- Szingli lány
- Barbie
- Luftballon
- Minden hozzád hajt
- Tánc, megazene
- Dolce vita
- Szervusztok celebek
- Instant Karma
- Ki követ
- Múlató
- Depiend
- Lélekgyilkos
- When u leave
- Fekete Fehér
- Alkohol
- Megüssem vagy ne üssem (Bikini cover)
- Lázadó
- Kötéltánc
- Solatido
- Nászinduló

#### Slágerlistás dalok
| Év                  | Dal                  | Legmagasabb helyezés | Legmagasabb helyezés   | Legmagasabb helyezés | Legmagasabb helyezés | Legmagasabb helyezés         | Legmagasabb helyezés | Album    |
| Év                  | Dal                  | VIVA Chart           | MAHASZ Editors' Choice | MAHASZ Rádiós Top 40 | MAHASZ Dance Top 40  | MAHASZ Single (track) Top 10 | EURO 200             | Album    |
| ------------------- | -------------------- | -------------------- | ---------------------- | -------------------- | -------------------- | ---------------------------- | -------------------- | -------- |
| 2003                | Hunny Bunny          | 1                    | 14                     |                      |                      |                              |                      | Nő a baj |
| 2003                | Vadvirág             | 2                    | 26                     |                      | 31                   |                              |                      | Nő a baj |
| 2004                | Bárcsak lennék férfi | 4                    | 21                     |                      |                      |                              |                      | Nő a baj |
| 2005                | Túlélni téged        | 8                    |                        |                      |                      |                              |                      | Nő a baj |
| 2006                | Nikita               | 4                    |                        |                      |                      |                              |                      | Nő a baj |
| 2006                | Fogd a két kezem     | 4                    | 29                     | 21                   |                      |                              | 168                  | Neon     |
| 2006                | Hajnalig még van idő | 2                    | 8                      | 36                   |                      |                              | 137                  | Neon     |
| 2007                | Szingli lány         | 8                    |                        |                      |                      |                              |                      | Neon     |
| 2007                | Barbie               | 4                    |                        | 17                   |                      |                              |                      | Neon     |
| 2008                | Luftballon           | 27                   |                        |                      |                      |                              |                      | Stereo   |
| 2009                | Minden hozzád hajt   | 22                   |                        |                      |                      |                              |                      | Stereo   |
| 2019                | Fekete Fehér         |                      | 12                     | 5                    |                      |                              |                      | Sputnik  |
|                     |                      | Összesítés           |                        |                      |                      |                              |                      |          |
| 1. helyezett számok |                      |                      |                        |                      |                      |                              |                      |          |
| Top 10-be bekerült  | Top 10-be bekerült   | 6                    | 1                      |                      |                      |                              |                      |          |
| Top 40-be bekerült  | Top 40-be bekerült   | 9                    | 5                      | 3                    | 1                    |                              |                      |          |

## Elismerések és díjak
- 2001 - Arany Zsiráf - Legjobb videóklip
- 2003 - Dalnokok Ligája (B) - Első helyezett
- 2005 - VIVA Comet - Legjobb együttes (jelölés)
- 2006 - Fonogram - Legjobb dal (jelölés)
- 2009 - VIVA Comet - Legjobb együttes (jelölés)
- 2010 - Az év zenekara (GoTV)

## Külső hivatkozások
- A Sugarloaf hivatalos honlapja
- Zene.hu
- Mahasz.hu
- EURO 200